# Synidotea fluviatilis
Synidotea fluviatilis är en kräftdjursart som beskrevs av Pillai 1954. Synidotea fluviatilis ingår i släktet Synidotea och familjen tånglöss. Inga underarter finns listade i Catalogue of Life.